# Dolní Krupá (Mladá Boleslav-i járás)
Dolní Krupá település Csehországban, a Mladá Boleslav-i járásban. Dolní Krupá Rokytá, Ralsko, Bělá pod Bezdězem és Bílá Hlína településekkel határos. Lakosainak száma 248 fő (2024. január 1.).

## Népesség
A település lakosságának változását az alábbi diagram mutatja:
| Lakosok száma | 449  | 514  | 409  | 324  | 210  | 164  | 250  | 247  | 250  | 248  |
|               | 1869 | 1890 | 1921 | 1950 | 1980 | 2001 | 2017 | 2019 | 2022 | 2024 |